# Bergeschlauch

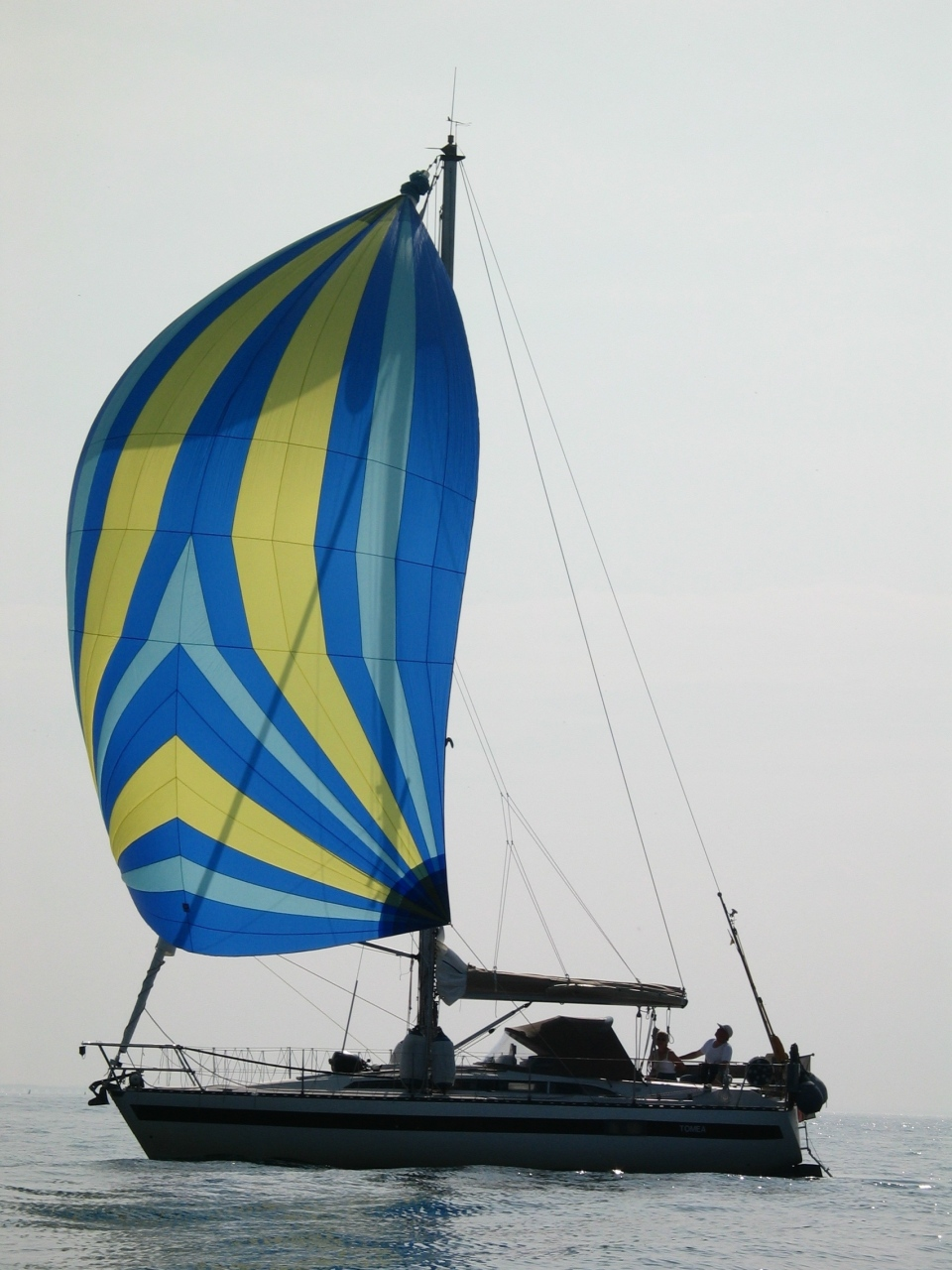
Segelyacht – oben am Spinnaker der zusammengestauchte Bergeschlauch

Der Bergeschlauch ist eine Tuchröhre, mit der bei Bedarf ein Spinnaker (auch: Spi) bzw. Gennaker (auch: Blister) von Deck aus mit einem System aus Blöcken und Leinen gesetzt bzw. geborgen werden kann. Dabei wird das Segel nach oben bzw. unten weggezogen, was das Bergen, Setzen und Halsen eines Spinnakers bzw. Gennakers erleichtert. Wenn das Segel nicht benutzt wird, bleibt es im Bergeschlauch verstaut, der etwas kürzer ist als die Seitenlieken des jeweiligen Segels.